# Biotodoma wavrini
Biotodoma wavrini is een straalvinnige vissensoort uit de familie van de cichliden (Cichlidae). Deze vis dankt zijn naam aan de markies Robert de Wavrin die hem ontdekte tijdens zijn verkenningen in de Orinoco. De wetenschappelijke naam van de soort is voor het eerst geldig gepubliceerd in 1963 door Gosse.